# Copa Fares Lopes 2024
In 2024 werd de vijftiende editie van de Copa Fares Lopes gespeeld voor voetbalclubs uit de Braziliaanse staat Ceará. De competitie werd georganiseerd door de FCF en werd gespeeld 3 november tot 7 december. Er zouden acht teams deelnemen maar titelverdediger Iguatu trok zich op 12 september terug. Ferroviário werd kampioen.

## Eerste fase

### Groep A
| Plaats | Clu               | Wed. | W | G | V | Saldo | Ptn. |
| ------ | ----------------- | ---- | - | - | - | ----- | ---- |
| 1.     | Ferroviário       | 3    | 2 | 1 | 0 | 6:2   | 7    |
| 2.     | Atlético Cearense | 3    | 1 | 1 | 1 | 5:4   | 4    |
| 3.     | Fortaleza         | 3    | 1 | 0 | 2 | 4:4   | 3    |
| 4.     | Tirol             | 3    | 0 | 3 | 0 | 2:2   | 3    |

|  | Geplaatst voor de tweede fase |

### Groep B
| Plaats | Clu      | Wed. | W | G | V | Saldo | Ptn. |
| ------ | -------- | ---- | - | - | - | ----- | ---- |
| 1.     | Caucaia  | 4    | 2 | 1 | 1 | 4:4   | 7    |
| 2.     | Floresta | 4    | 1 | 2 | 1 | 4:5   | 5    |
| 3.     | Ceará    | 4    | 0 | 2 | 2 | 4:8   | 2    |

## Tweede fase
|  | halve finale      | halve finale | halve finale | halve finale |  |             | finale | finale | finale | finale |
|  |                   |              |              |              |  |             |        |        |        |        |
|  |                   |              |              |              |  |             |        |        |        |        |
|  | Atlético Cearense | 1            | 0            | 1            |  |             |        |        |        |        |
|  | Ferroviário       | 0            | 2            | 2            |  |             |        |        |        |        |
|  |                   |              |              |              |  | Ferroviário | 0      | 2      | 2 (7)  |        |
|  |                   |              |              |              |  | Floresta    | 2      | 0      | 2 (6)  |        |
|  | Floresta          | 1            | 1            | 2            |  |             |        |        |        |        |
|  | Caucaia           | 1            | 0            | 1            |  |             |        |        |        |        |

## Eindstand
| Plaats | Clu               | Wed. | W | G | V | Saldo | Ptn. |
| ------ | ----------------- | ---- | - | - | - | ----- | ---- |
| 1.     | Ferroviário       | 7    | 4 | 1 | 2 | 10:5  | 13   |
| 2.     | Floresta          | 8    | 3 | 3 | 2 | 8:8   | 12   |
| 3.     | Atlético Cearense | 5    | 2 | 1 | 2 | 6:6   | 7    |
| 4.     | Caucaia           | 6    | 2 | 2 | 2 | 5:6   | 8    |
| 5.     | Fortaleza         | 3    | 1 | 0 | 2 | 4:4   | 3    |
| 6.     | Tirol             | 3    | 0 | 3 | 0 | 2:2   | 3    |
| 7.     | Ceará             | 4    | 0 | 2 | 2 | 4:8   | 2    |

|  | Winnaar, geplaatst voor Copa do Brasil 2025 |
|  | Finalist                                    |
|  | Uitgeschakeld in halve finale               |